# The Insider (média)
Pour les articles homonymes, voir Insider.
The Insider est un journal en ligne indépendant russe spécialisé dans le journalisme d'investigation, la vérification des faits et l'analyse politique,. Il est fondé en 2013 par Roman Dobrokhotov, journaliste et militant politique, propriétaire du journal,. Le journal est connu pour avoir révélé de fausses nouvelles dans les médias russes,. Le bureau éditorial du site Web est situé à Riga, en Lettonie. Andris Jansons est le rédacteur en chef du site.

## Histoire

### Vol 17 de Malaysia Airlines
En avril 2020, The Insider, Bellingcat et la BBC au cours de l'enquête indépendante identifient l'une des principales personnes impliquées dans le crash du vol MH17,. The Insider ont déclaré avoir utilisé la technologie de comparaison vocale, les informations de voyage et les enregistrements téléphoniques pour établir l'identité d'une personne. Les journalistes du point de vente contactent le professeur Catalin Grigoras du National Center for Media Forensics de l'Université du Colorado à Denver et lui demandent de procéder à une analyse des enregistrements audio, à la suite de quoi le rapport de vraisemblance (LR) est de 94,.
En novembre 2020, The Insider et Bellingcat mènent une enquête conjointe sur la manière dont la Direction principale de l'état-major général des forces armées de la fédération de Russie (GRU) a coordonné les activités du projet médiatique Bonanza Media, qui a diffusé des faux sur le crash du vol MH17 dans l'est de l'Ukraine,,,. L'équipe d'enquête déclare que le chef du projet était le colonel du GRU Sergueï Tchebanov.

Carte du trajet du vol Malaysia Airlines.

### Empoisonnement d'Alexeï Navalny

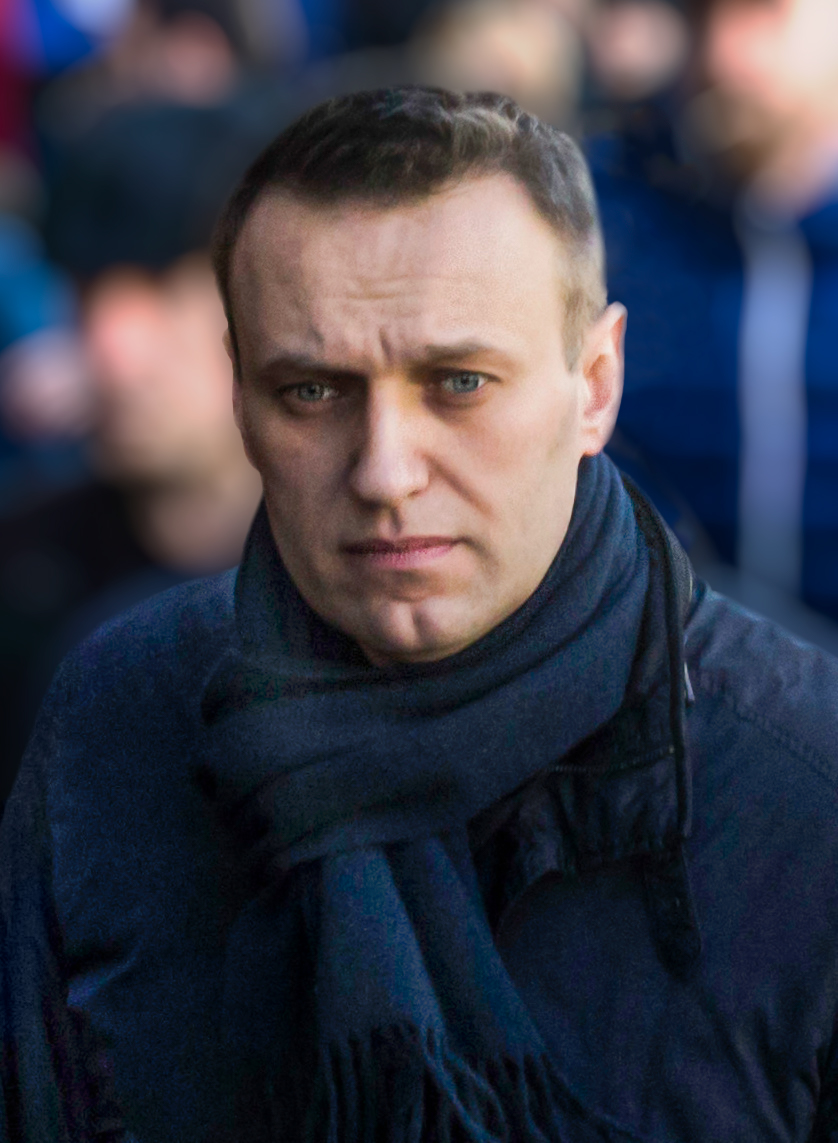
Alexeï Navalny en 2017.

En 2017, la Russie annonce qu'elle s'est débarrassée de toutes les armes chimiques disponibles. En octobre 2020, à la suite de l'empoisonnement d'Alexei Navalny avec l'arme chimique Novitchok, une enquête conjointe de The Insider, Bellingcat, Der Spiegel et Radio Liberty conclut que, :

« Non seulement la Russie n'a pas détruit ses armes chimiques, mais elle continue d'en développer et d'en produire pour les besoins de ses services de sécurité, c'est ce que nous avons trouvé durant nos recherches qui ont pris plus d'un an à être menées jusqu'au bout. »

Ils concluent quels scientifiques et structures gouvernementales sont impliqués dans le développement du Novitchok, leur lien entre eux et la forme présumée sous laquelle l'arme chimique a été utilisée,,,.
En décembre 2020, The Insider et Bellingcat en coopération avec CNN, Der Spiegel et la Fondation anti-corruption publient une enquête conjointe dans laquelle ils révèlent des détails sur la relation entre le Service fédéral de sécurité (FSB) russe et l'empoisonnement de Navalny,,,. Selon l'enquête, huit agents du FSB ayant une formation chimique ou/et médicale, qui opéraient sous le couvert de l'Institute of Forensic Science of the FSB (ru), a suivi Navalny pendant 3 ans et a mené une opération pour l'empoisonner,. Les auteurs de l'enquête ont nommé tous les employés impliqués dans l'opération, ainsi que plusieurs de leurs pseudonymes. L'équipe d'enquête a utilisé les données de géolocalisation, les dossiers des passagers du vol et les données téléphoniques pour suivre et identifier ces agents,.

### Empoisonnement de Vladimir Kara-Mourza
En février 2021, une enquête conjointe de Bellingcat avec The Insider et Der Spiegel révèle que Vladimir Kara-Mourza a été suivi par la même unité du FSB qui aurait empoisonné Alexeï Navalny avant qu'il ne tombe malade en 2015 et 2017.

### Invasion de l'Ukraine par la Russie en 2022
The Insider couvre l'invasion de l'Ukraine par la Russie en 2022. Le 23 mars 2022, sa correspondante Oksana Baulina est tuée par un missile russe dans le raïon de Podil à Kiev. Avant sa mort, elle fait plusieurs reportages depuis Lviv et Kiev. Avant de rejoindre The Insider, Baulina travaillait comme productrice pour la Fondation anti-corruption,,,.
Le 4 septembre 2022, The Insider publie sur son site un article au sujet d'un système russe de roquettes à lancement multiple (MLRS) qui aurait tiré depuis un lieu situé à proximité de la centrale nucléaire de Zaporijjia dans la nuit du 2 au 3 septembre. L'article, accompagné d'une vidéo, explique que les roquettes à lancement multiple ont été tirées depuis un lieu situé à l'ouest de la centrale thermique et que la centrale nucléaire est elle-même située à l'ouest de la centrale thermique. Cependant, The Insider précise qu'il « est impossible de dire exactement si les roquettes sont réellement lancées depuis le site de la centrale » (« but it is impossible to say exactly whether the rockets are being really launched from the plant site »),.

### Syndrome de La Havane
Le 31 mars 2024, The Insider révèle les conclusions d'une enquête de plus d'un an, menée en collaboration avec Der Spiegel et 60 Minutes. Les trois médias se sont intéressés au syndrome de La Havane, un ensemble de symptômes touchant le personnel diplomatique américain à l'étranger. Dans son article, le site fait le lien avec l'unité 29155 du GRU, le renseignement militaire russe, dont plusieurs membres ont été récompensés pour le développement d'« armes acoustiques non létales »,.

### Tatjana Ždanoka, agent du FSB au Parlement européen
En janvier 2024, The Insider révèle que Tatjana Ždanoka, députée européenne lettone, qui a longtemps travaillé comme agent de renseignement pour le service russe du FSB, est restée en contact par courriel avec deux officiels russes à qui elle rendait des comptes sur son travail au Parlement européen à qui elle transmettait des informations confidentielles, et aurait défendu les intérêts de la Russie au Parlement européen pendant plusieurs décennies,.